# شوما ميهارا
شوما ميهارا (باليابانية: 三原 秀真) (مواليد 16 يوليو 2001) هو لاعب كرة قدم ياباني.

## وصلات خارجية
- شوما ميهارا على موقع رابطة كرة القدم اليابانية للمحترفين (اليابانية)
- شوما ميهارا على موقع قاعدة بيانات كرة القدم.إي يو (الإنجليزية)
- شوما ميهارا على موقع Soccerway.com (الإنجليزية)
- شوما ميهارا على موقع عالم كرة القدم.نت (الإنجليزية)